# 928
سنة 928 م كانت سنة بسيطة تبدأ يوم الثلاثاء (الرابط يظهر نموذج التقويم الكامل للسنة) من التقويم اليولياني.

## مواليد
- جوهر الصقلي

## وفيات
- أبو عوانة الإسفراييني
- توميسلاف (ملك كرواتيا)
- لويس الكفيف
- يوحنا العاشر